# Aconitum validinerve
Aconitum validinerve är en ranunkelväxtart som beskrevs av Wen Tsai Wang. Aconitum validinerve ingår i släktet stormhattar, och familjen ranunkelväxter. Inga underarter finns listade i Catalogue of Life.